# Emil Rostrup
Frederik Emil Georg Rostrup (28. januar 1831 på Stengård, Stokkemarke – 16. januar 1907 på Frederiksberg) var en dansk botaniker, mykolog og plantepatolog. Far til Ove Rostrup.
Emil Rostrup blev lærer ved Skårup Seminarium i 1858 i det dengang nyoprettede fag naturvidenskab. Han virkede som seminarielærer i 25 år. Så var han efterhånden blevet landskendt og kunne i 1883 modtage udnævnelse som docent ved Den Kongelige Veterinær- og Landbohøjskole. Fra 1902 var han professor samme sted. Rostrup var Danmarks første, og nok største, plantepatolog. Medlem af Videnskabernes Selskab (fra 1882), Kungliga Fysiografiska Sällskapet i Lund (fra 1888), Kungliga Lantbrukskademien (fra 1890). 1894 udnævnt til æresdoktor ved Københavns Universitet, 1888 til Ridder af Dannebrog og 1893 til Dannebrogsmand.
Han er i dag mest kendt for sin Vejledning i den danske Flora, der første udkom 1860 og yderligere ni udgaver fulgte i Rostrups levetid. Siden udkom endnu 10 udgaver (ved skiftende redaktører, flest dog ved C.A.Jørgensen), den sidste i 1973 – mere end et århundrede efter førsteudgaven.
Videnskabeligt arbejdede han mest med snyltesvampe hos dyrkede og vilde planter.
Standard auktorbetegnelse for arter beskrevet af Emil Rostrup: Rostr.

## Værker
- Rostrup E. (1860) Vejledning i den danske Flora: En populær Anvisning til at lære at kjende de danske Planter.
  - 20. udg. Gyldendal, 1973.